# Nikołaj Awdiejew
Nikołaj Awdiejew (Никола́й Никола́евич Авде́ев, ur. 1879, zm. 1926) – radziecki przywódca partyjny, historyk. 
Członek RSDRP od 1905. Uczestnik walk o ustanowienie władzy radzieckiej w Tiumeniu. W latach 1918-19 działał w konspiracji partyjnej na Syberii. 
Później mieszkał w Moskwie, pracował w Istparcie i Towarzystwie Historyków Marksistowskich. Zajmował się historią partii i ruchów rewolucyjnych .